# Cane da pastore belga (Tervueren)
Il cane da pastore belga Tervueren è una delle varietà del cane da pastore belga, una razza canina di cane da pastore riconosciuta dalla FCI (Standard N. 15, Gruppo 1, Sezione 1).
Pur differendo lo standard di razza, ha molte caratteristiche in comune con le altre tre varietà meno sviluppate: il Laekenois, il Malinois ed il Groenendael.

## Storia
Il Pastore belga deriva da quel ceppo di cani che popolava le zone adibite a pascolo nell'Europa nord-orientale, i suoi progenitori sono quindi i medesimi del Cane da pastore tedesco. Il professor Reul e i suoi collaboratori Bernaert e Van der Snick, studiosi della Scuola veterinaria di Cureghen in Belgio, hanno dato vita alla prima selezione della razza come la conosciamo oggi. Il 29 settembre del 1891 fondò a Bruxelles, insieme ad un gruppo di appassionati agricoltori belgi, il Club du Chien de Berger Belge. Il 15 novembre 1891 riuscirono a riunire nel primo raduno di questa razza, un gruppo di un centinaio di cani sui quali Reul e gli altri cominciarono ad operare la loro selezione. Il 20 marzo del 1894 venne depositato il primo standard di razza, che costituì la base per poter iniziare l'allevamento di questa razza.
Negli anni a venire ci furono notevoli disaccordi tra gli allevatori, che esistono ancora oggi, su quali fossero le varietà da preferire alle altre, deludendo quindi gli allevatori delle specie scartate. Quindi ci furono diverse scissioni dal club ufficiale, che portarono a salvare alcune varietà, ma in pratica creando molta confusione.
Ancora oggi, al di fuori della FCI, ci sono nazioni che rispetto allo standard ufficiale delle quattro varietà, ammettono alcune modifiche sia nei colori, che nel tipo di pelo, ma chiaramente queste varietà, non prendono premi nelle manifestazioni ufficiali internazionali.
Lo standard attuale è lo Standard FCI N° 15 /22.06.2001/F pubblicato il 13 marzo 2001, rimasto quasi invariato dal 1974, anno in cui sono stati vietati gli accoppiamenti tra varietà diverse salvo casi particolari con deroga da parte della commissione allevamento competente.

## Descrizione
La coda è ben piazzata, forte alla base, di lunghezza media. I colori ammessi sono il fulvo e il sabbia carbonato con maschera nera. Il pelo è corto sulla testa, sulla faccia esterna alle orecchie, sulla parte bassa degli arti, salvo che sul bordo posteriore dell'avambraccio che è guarnito di peli lunghi che si estendono al gomito alle articolazioni del metacarpo, detti frangia. Pelo lungo e liscio sul restante corpo. Coda guarnita di pelo lungo ed abbondante, formante pennacchio. Gli occhi sono di grandezza media, la forma è leggermente a mandorla, di colore brunazzo, preferibilmente scuro. Le orecchie sono triangolari, rigide, dritte e attaccate alte. La testa è ben cesellata, lunga, ma senza esagerazione e asciutta. Cranio e muso di uguale lunghezza. Muso di lunghezza media. Canna nasale dritta con assi cranio-facciali paralleli. Labbra di pelle sottile. Guance ben piatte anche se muscolose. Stop moderato, arcate sopracciliari non prominenti. Cranio di lunghezza media.

## Cure
Durante la crescita non sono necessarie cure particolari: è sufficiente alimentarlo con una dieta bilanciata che, per definizione, non richiede alcuna integrazione, specie di sali di calcio. Per quanto riguarda il mantello, deve essere spazzolato ogni due-tre settimane e togliere allo stesso tempo il pelo morto, specie nel corso della stagione estiva.

## Diffusione
Nel 2016 sono risultati iscritti al libro genealogico dell'ENCI 1027 soggetti, in tutte le sue varietà.

## Adatto per...
- Agility Dog
- Fly ball
- Freestyle
- Obedience
- (Compagnia)
- (Difesa)
- (Protezione Civile)
- (Guardia)